# Oxytropis atbaschi
Oxytropis atbaschi är en ärtväxtart som beskrevs av Saposhn. Oxytropis atbaschi ingår i släktet klovedlar, och familjen ärtväxter. Inga underarter finns listade i Catalogue of Life.